# Vápenice - Basa
Vápenice - Basa este o arie protejată (arie specială de conservare — SAC, sit de importanță comunitară — SCI) din Republica Cehă întinsă pe o suprafață de 137,93 ha, integral pe uscat.

## Localizare
Centrul sitului Vápenice - Basa este situat la coordonatele 50°42′38″N 15°00′17″E / 50.710556°N 15.004722°E.

## Înființare
Situl Vápenice - Basa a fost declarat sit de importanță comunitară în noiembrie 2009 pentru a proteja 2 specii de animale. Situl a fost protejat și ca arie specială de conservare în august 2018.

## Biodiversitate
Situată în ecoregiunea continentală, aria protejată conține 4 habitate naturale: Fânețe montane, Păduri de fag Luzulo-Fagetum, Formațiuni ierboase bogate în specii de Nardus, dezvoltate pe substraturi silicioase în zone montane (și în zone submontane, în Europa continentală), Păduri pe pante, grohotișuri și ravene de Tilio-Acerion.
La baza desemnării sitului se află mai multe specii protejate de  mamifere (2): liliac cârn (Barbastella barbastellus), liliac cu urechi mari (Myotis bechsteinii).